# Luis de Haro
Luis Menéndez de Haro y Sotomayor (né à Valladolid le 17 février 1598 - mort à Madrid le 26 novembre 1661) est un militaire et un homme politique espagnol, fils de Diego de Haro, marquis de Carpio, et de Francisca de Guzmán, sœur de Gaspar de Guzmán, comte d'Olivares.
Il entre à la cour de la famille royale espagnole sous la protection de son oncle, auquel il succède comme valido (confident du roi) après l'expulsion d'Olivares en 1643.
Luis de Haro est un des principaux négociateurs du traité des Pyrénées (signé sur l'île des Faisans) en 1659 avec Jules Mazarin. Il ne peut y éviter des accords désavantageux pour l'Espagne, n'ayant pas été en position de conclure un front anti-français avec Oliver Cromwell, alors Lord Protecteur de l'Angleterre.
Son plus haut fait d'armes est la répression de la montée du nationalisme catalan et la reprise de Barcelone en 1652. Au contraire, la Guerre de Restauration portugaise, à laquelle il participe, est un échec total pour l'Espagne. Luis de Haro y mène les troupes espagnoles lors de la bataille de las Líneas de Elvas en 1659, qui se solde par une cuisante défaite de son armée.

## Biographie

### Jeunesse
Luis de Haro naquit à Valladolid, en février 1598. Il était fils de don Diego de Haro y Sotomayor, marquis del Carpio, et neveu, du côté de sa mère doña Françoise de Guzmán, du Comte-Duc d'Olivares, qui le précéda dans le ministère. Appelé auprès de son oncle, Haro fut placé auprès de Philippe IV comme gentilhomme de la chambre : Olivares avait pleine confiance en son neveu, et espérait qu'il augmenterait ainsi, tout près du roi, la faveur dont jouissaient les Guzmán ; Luis de Haro réussit au-delà de ces espoirs : du meme âge que le souverain à un an près, doué du même caractère que Philippe lV, il devint l'inséparable ami du monarque. Haro se distinguait particulièrement par son zèle et par sa prudence, et ne cherchant en tout que le bien de son pays, il ne cachait jamais ses opinions. C’est ainsi qu’il prédit la révolution de Portugal (arrivée en 1640), et qu’en plein conseil il fit sentir la nécessité de ménager la France, et de terminer la guerre désastreuse contre les Provinces-Unies.

### Accession au pouvoir
Quand le pouvoir d'Olivares s'effondra, Luis de Haro ne souffrit pas de la disgrace de son oncle, mais fut au contraire le mieux placé pour le remplacer. Mais Philippe IV était désireux, par scrupule de conscience et pour satisfaire l'opinion, de prendre en mains les rênes du gouvernement. Haro ne réussit donc pas à asseoir une notoriété et une influence aussi poussées que celles de son oncle.
À un premier ministre autoritaire, succéda un homme modeste, courtois, patient, décidé à se sacrifier au service de la couronne, ami de la paix publique, désireux de plaire à tous ceux qui l'approchaient.

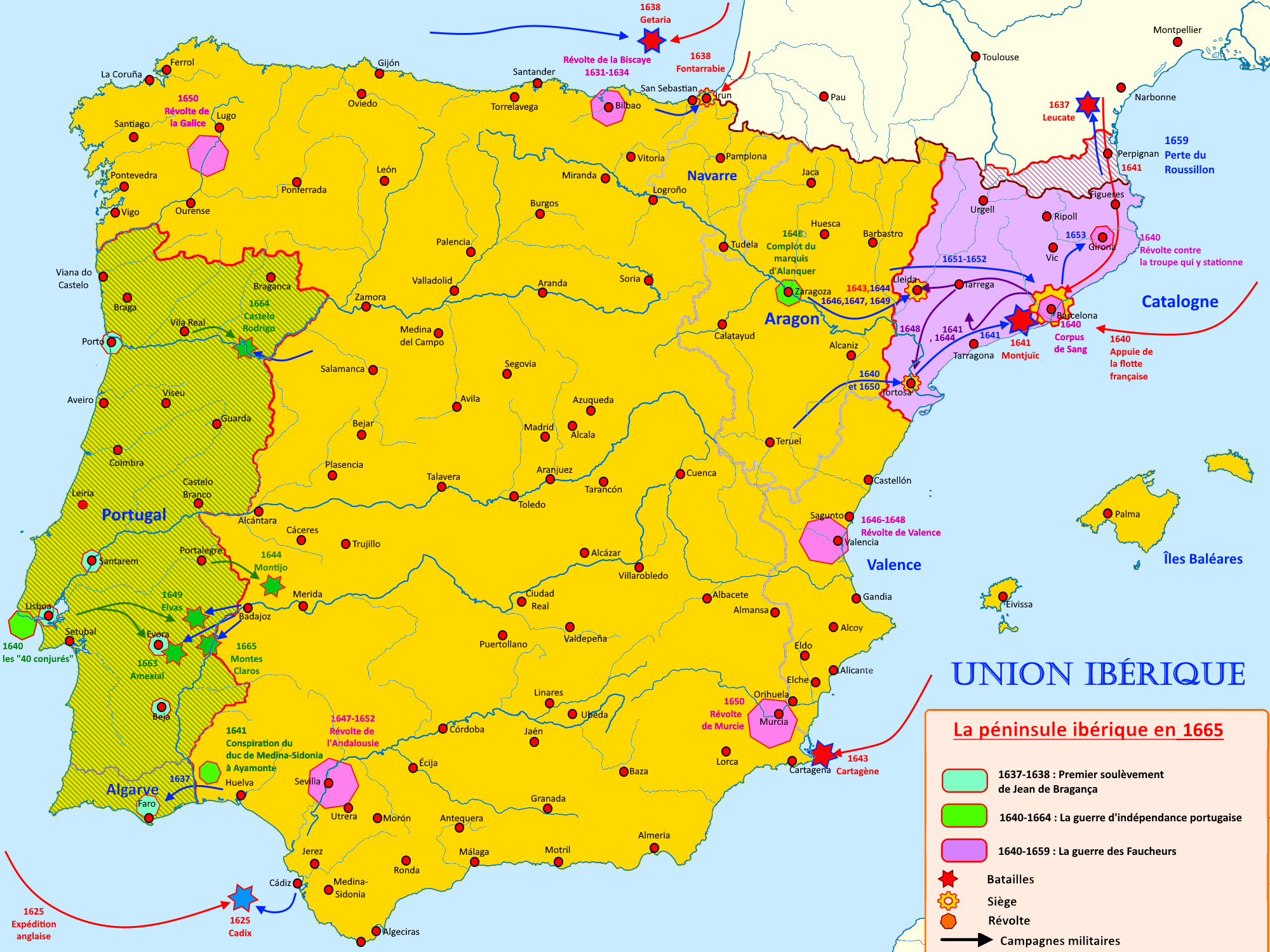
L'espagne sous Philippe IV

Haro prit les rênes de l'État dans un moment critique. La guerre contre la France, le Portugal et les Provinces-Unies, devenait de jour en jour plus funeste. La Catalogne, l'Andalousie et Naples se soulevèrent successivement. La bataille de Rocroi (1643) semblait avoir présagé le triste sort de l’Espagne. Les Français, dans les Pays-Bas, s’emparent de Mardyck et de Gravelines, et tandis qu’ils occupent presque toute la Catalogne, ils battent par mer la flotte espagnole au large de Carthagène.
Au milieu de tant de calamités, le ministre ne perd point courage. La confiance qu’il inspirait à la nation lui procura des sommes considérables et de nouvelles ressources. Il organisa une armée, qui sous les ordres de don Juan José d'Autriche obligea les Français à se retirer de Lérida, et quelque temps après il parvint à pacifier toute la Catalogne, et à en chasser entièrement les Français, commandés par le duc de Mercœur. Masaniello ayant été tué à Naples par ses propres partisans, ceux-ci offrirent la couronne au duc de Guise. Luis de Haro sut prévenir ce coup. Il dirigea contre le duc une puissante armée, qui força ce dernier à évacuer le royaume de Naples. Mais les Français étaient toujours les plus forts en Flandre, où s’épuisaient depuis près d’un siècle les trésors et les principales forces de l’Espagne.
Le ministre parvint enfin à décider le roi et son conseil à faire la paix avec les Provinces-Unies, paix qui fut conclue en 1648. Bientôt après, la France et l’empereur signèrent le traité de Münster, qui, ôtant à l’Espagne un puissant allié, la laissait seule à lutter contre la France.
Pendant ce temps le Grand Condé, mécontent du cardinal Mazarin et de la reine douairière, vint chercher un asile en Espagne. Don Luis de Haro reçut le vainqueur de Rocroi avec la distinction que méritaient sa gloire et sa naissance. Il lui ouvrit les trésors de l’Espagne, qui donnèrent au prince de Condé les moyens de former une armée, composée en grande partie de Français mécontents. Condé fut battu par Turenne en août 1654 lors de la bataille du secours d'Arras, mais remporta une grande victoire à Valenciennes. Finalement, à la bataille des Dunes en 1658, l'armée française commandée par Turenne remporta une victoire décisive sur l’Armée des Flandres commandée par Condé et Don Juan José d'Autriche.
La même année les Portugais, sous la conduite de Vasconcellos, avaient dépassé les frontières et assiégeaient Badajoz. Haro lève à la hâte une armée de 15 000 hommes, se met à leur tête, et oblige les Portugais à repasser le Guadiana. Pour la première fois il s’écarta de sa prudence ordinaire, et cédant aux instances de son conseil de guerre, mit le siège devant Elvas, d’où il fut contraint de se retirer avec une perte considérable. Il sut cependant tenir en respect les Portugais, qui n’osèrent plus repasser le Guadiana. Ceux-ci ne se croyant pas assez forts pour lutter contre un ministre actif, prévoyant, et qui dérangeait souvent leurs projets les mieux combinés, s’étaient alliés avec l’Angleterre. Et en même temps que la France harcelait l’Espagne en Italie et de tous les côtés, l’amiral Blake battait ses escadres sur les mers de l’Amérique. L’Espagne était menacée d’une prochaine dissolution. Le souvenir de sa gloire passée lui suscitait à chaque instant de nouveaux ennemis.

### La paix des Pyrénées

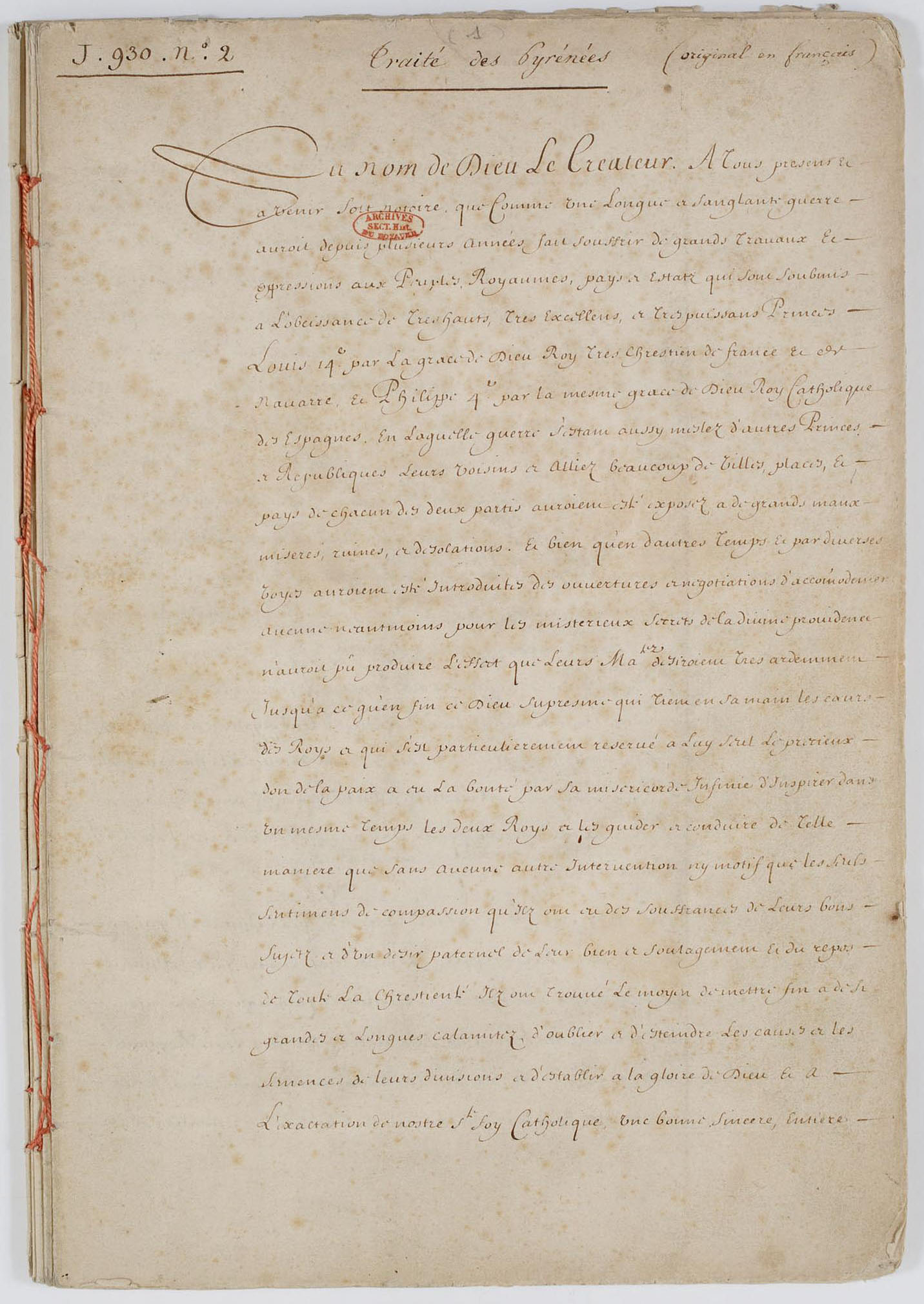
Traité des Pyrénées datant du 7 novembre 1659, première page. Archives nationales AE/III/45a

Haro sentit la nécessité d’une prompte paix avec la France. Il la proposa, et fut dédaigneusement refusé. Cependant il mit tant d’adresse et de talents dans cette affaire délicate, que la France accéda enfin à ses sollicitations. Don Luis et le cardinal Mazarin eurent une entrevue dans l’île des Faisans, au milieu de la Bidassoa, sur les confins des deux royaumes. Malgré toute la finesse du ministre français, Haro soutint avec fermeté les prétentions de Madrid à la prééminence ; les conférences durèrent quatre mois. Les armes de Mazarin étaient la finesse, la ruse, l’art de surprendre une décision ; celles du ministre espagnol, la défiance et la précaution ; ce qui lui fit dire du cardinal qu’il avait le grand défaut en politique de faire trop voir qu’il voulait toujours tromper. Enfin le traité des Pyrénées fut signé par les deux ministres en 1659. Les principaux articles furent le mariage d’une infante d’Espagne (Marie-Thérèse d'Autriche) avec Louis XIV ; l’abandon à la France du Roussillon et d’une grande partie de l’Artois ; la cession à l’Espagne de Saint-Omer, Ypres, et autres places fortes, et le rétablissement de Charles IV de Lorraine dans ses États. Mais le pardon du prince de Condé, sur lequel le ministre espagnol insistait avec chaleur, fut très-difficile à obtenir. Haro fit remarquer que le passage du gentilhomme au service du roi d'Espagne était surtout la conséquence du mauvais traitement qu'il avait reçu en France, indigne d'un prince du sang, dont la responsabilité incombait implicitement au cardinal Mazarin. « Au lieu de faire tant de difficultés, dit Haro à cette occasion, la France devrait remercier l’Espagne de lui avoir gardé et de lui rendre un si grand homme. » Condé fut enfin rappelé.
Pour récompenser don Luis d’une paix si glorieuse pour le ministre, et si avantageuse pour l’Espagne, à laquelle il ne restait d’autres ennemis que les Portugais, Philippe IV érigea en sa faveur le marquisat de Carpio en grand-duché. Deux ans après, Haro, succombant à une violente fluxion de poitrine, mourut à Madrid le 17 novembre 1661, regretté de son souverain et pleuré de toute la nation.
Quoique son attention eût été continuellement occupée dans les guerres qui affligeaient alors l’Espagne, il fit cependant de sages réformes, fonda d’utiles établissements, veilla sur la police du royaume, encouragea l’agriculture et protégea les arts ; dans ses moments de loisir, sa maison était le rendez-vous des littérateurs et des savants. Philippe IV, qui cultivait lui-même la poésie, assistait parfois à ces réunions, et y lisait ses comédies devant Calderón, Moreto, Cañizares, etc.

### Mariage et enfants
En 1625, Don Luis de Haro maria Catalina Fernández de Córdoba y Aragón, fille du duc Enrique Folch d'Aragon, et de Catalina Fernández de Córdoba y Figueroa. Il laissa plusieurs enfants. Don Gaspar, son petit-fils (mort en 1687), fut vice-roi de Naples, et la fille unique de ce dernier se maria à don Ferdinand, duc d’Albe, dans la maison duquel entrèrent, par ce mariage, les titres et les biens des familles del Carpio et de Guzmán-Olivares. La maison d’Albe s’est éteinte en 1799, dans la personne de son dernier duc, don Ferdinand.

### Collectionneur
À l'occasion de la vente des collections de Buckingham et de Charles Ier entre 1645 et 1655 Don Luis de Haro se révéla comme un collectionneur ambitieux. Il se fit représenter à cette vente par Alonso de Cárdenas, Ambassadeur d’Espagne en Angleterre, et par d’autres personnes de confiance et il acheta à de grands prix, parmi tant de chefs-d’œuvre, le Repos de la Vierge du Titien, un Ecce Homo de Paul Véronèse, et le Christ à la Colonne de Cambiaso.